# Poeta López Anglada
Die Poeta López Anglada ist ein 1984 als Champs Elysées in Dienst gestelltes Fährschiff der spanischen Reederei Balearia, das unter diesem Namen seit 2013 eingesetzt wird. Sie steht auf der Strecke von Algeciras nach Tanger im Einsatz.

## Geschichte
Die Champs Elysées wurde am 30. November 1982 unter der Baunummer 167 in der Werft von Chantiers Dubigeon in Nantes auf Kiel gelegt und lief am 21. Dezember 1983 vom Stapel. Nach ihrer Ablieferung an SNCF am 2. Oktober 1984 nahm sie am 4. Oktober den Fährdienst von Calais nach Dover auf. Sie hat kein Schwesterschiff, ähnelt in ihrer Bauweise jedoch stark der 1981 ebenfalls für SNCF in Dienst gestellten, 2011 abgewrackten Côte D'Azur.
Nach knapp fünfeinhalb Jahren auf der Dover-Calais-Route und einem zwischenzeitlichen Einsatz von Boulogne-sur-Mer nach Dover wechselte die Champs Elysées im Mai 1992 auf die Strecke von Dieppe nach Newhaven unter Charter der Sealink Stena Line. Im Monat darauf folgte die Umbenennung des Schiffes in Stena Parisien. Nach dem Ende der Charter ging die Fähre im Januar 1997 als SeaFrance Manet an die französische Reederei SeaFrance und wurde von ihr fortan wieder zwischen Calais und Dover eingesetzt.

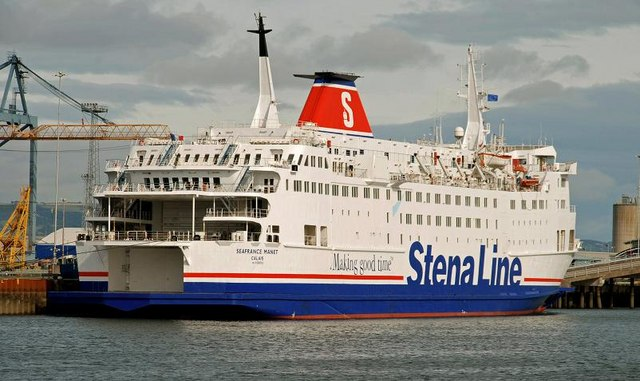
Noch als SeaFrance Manet kurz nach der Übernahme durch die Stena Line in Belfast, September 2009

Nach einer letzten Überfahrt für SeaFrance am 29. April 2008 wurde die SeaFrance Manet aufgrund finanzieller Schwierigkeiten der Reederei in Calais aufgelegt. Seit Dezember 2008 lag das Schiff in Dunkerque auf. Im Juli 2009 ging es nach insgesamt über einem Jahr Liegezeit erneut an die Stena Line, erhielt im September 2009 den Namen Stena Navigator und stand ab November 2009 auf der Strecke Belfast-Stranraer im Einsatz.
Im Februar 2011 wurde das Schiff an Balearia verkauft, blieb aber noch bis November 2011 für die Stena Line im Einsatz und ging anschließend nach Spanien, wo sie im März 2012 den Namen Daniya erhielt. Im April 2012 nahm die Fähre den Dienst auf der Strecke von Barcelona nach Ciutadella auf, ehe sie auf die Route von Dénia nach Barcelona wechselte. Im November 2013 erhielt das Schiff den neuen Namen Poeta López Anglada, benannt nach dem spanischen Autor Luis López Anglada. Die Poeta López Anglada verkehrte anschließend auf verschiedenen Routen, ehe sie auf die Strecke von Algeciras nach Tanger wechselte.